# Храм Святої Параскеви П'ятниці у Вільнюсі
Храм Святої мучениці Параскеви П'ятниці (лит. Šv. kankinės Paraskevės cerkvė також відомий як П'ятницька церква, лит. Piatnicos cerkvė або Параскевська церква, лит. Paraskevos cerkvė) — церква Віленської і Литовської єпархії Російської православної церкви, розташована у Вільнюсі в Старому місті, на перехресті вулиць Замкової (Пілес), Великої (Діджої) і Лоточок (Латако).
Пам'ятка архітектури вважається першим кам'яним християнським храмом у місті. Належить до Пречистенського кафедрального собору.

## Історія
За деякими джерелами, в часи язичництва на цьому місці знаходилося капище литовського бога вина Рагутіса. За наполяганням першої дружини великого князя литовського Ольгерда княжни Марії Ярославни, капище було зруйновано і на його місці в 1345 зведений православний храм. Перший кам'яний християнський храм у Вільні був побудований за зразком древніх київських і новгородських церков — з хорами, що закривалися зеленими прозорими завісами; за ними розташовувалися жінки-молільниці. У «Хроніці Лодзяти» (XVII століття) сказано, що П'ятницька церква — «перший кам'яний храм істинного Бога, споруджений у литовській столиці і землі».
Церква неодноразово страждала від пожеж, а під час великої пожежі 1557 згоріла дотла. Особливою королівською грамотою було наказано збудувати новий храм на віленській площі Лоточок, на згарищі. У 1560 храм відновлений.
В черговий раз церква згоріла у 1610 і була відновлена лише в 1698. Поступово занепадала через малу кількість парафіян і міжконфесійні конфлікти. У 1611 перейшла до греко-католиків.
У 1748 знову згоріла майже дощенту і з великими зусиллями була відновлена.
Після припинення діяльності уніатської церкви в Литві в 1839 храм знову перейшов до православних. Але на той момент це була вже стара будівля без даху, що використовувалась як склад для дров.
З ініціативи генерал-губернатора М. М. Муравйова храм у 1864 фактично заново відбудований на колишньому місці за кресленнями архітектора Марциновського. При цьому були знесені будівлі, які оточували руїни церкви. З давніх часів збереглася лише незначна частина стіни. При відновлювальних роботах знайшли уламок стіни, на якому слов'янським письмом виведений рік, відповідний року «створення світу». Освячено храм при генерал-губернаторові К. П. фон Кауфманн в 1865. А в 1886 подвір'я церкви обнесено залізною огорожею на кам'яному фундаменті.
Наприкінці XIX століття церква не мала власної парафії, була приписана до розташованої неподалік Микільської церкви і знаходилася під опікою військового відомства. Ця ситуація продовжувалась і у міжвоєнний період. Під час Другої світової війни згорів інтер'єр храму.
У 1945—1949 проведений капітальний ремонт. У 1946 у церкві зареєстровано 100 парафіян. До 1959 існував проект організації музею атеїзму у П'ятницькій церкві. Однак такий музей був влаштований пізніше у католицькому костелі Святого Казимира. П'ятницька церква у 1961 була закрита. З 1962 у приміщенні храму діяв музей малих художніх мистецтв — філія Художнього музею.

## Сучасний стан
У 1990 П'ятницька церква повернута Віленсько-Литовській єпархії Російської православної церкви. Митрополит Віленський і Литовський Хризостом 31 травня 1991 здійснив чин освячення храму.
Храм заново відремонтований ззовні і зсередини. Новий іконостас створений різьбярем по дереву Олександром Клявіним та іконописцем Володимиром Подгорним.
Храм був приписаним до Кафедрального Пречистенського собору. З 2005 у П'ятницькій церкві проходять богослужіння литовською мовою. А з 2012 створена окрема парафія і настоятелем призначено протоієрея Віталіюса Моцкуса.
На фасаді з боку невеликої площі на перетині вулиць Пілес, Латако та Бокшто, де продають картиними та сувеніри, укріплені три пам'ятні плити з написами про історію храму. Інші три плити на стіні з боку палацу Ходкевичів перелічують відновлені храми і членів церковного комітету, стараннями якого відновлені ця та інші православні церкви у Вільні в другій половині 1860-х, а також презентують зображення церкви у руїнах і після відновлення.

## Значення
Із П'ятницькою церквою пов'язані факти з життя відомих історичних осіб.
Зокрема, тут були хрещені дванадцять синів великого литовського князя Ольгерда (Альгірдаса) від Марії Вітебської і Уляни Олександрівни, княжни Тверської. Марія Ярославівна, яка померла в 1346, похована тут.
У церкві були хрещені у православ'я троє наближених князя Ольгерда з християнськими іменами Антоній, Іоанн і Євстафій. Вони прийняли мученицьку смерть в 1347 і канонізовані як Віленські мученики.
У цьому храмі російський самодержець Петро I відслужив подячний молебень за перемогу над шведським королем Карлом XII під час Північної війни. Цар подарував храму захоплений у шведів прапор, який в 1822 за розпорядженням князя Адама Чаротрийского був переданий у Пулавський храм Сівілли.
Також тут цар Петро хрестив арапа Ганнібала, прадіда Олександра Сергійовича Пушкіна (ймовірно, в другій половині липня 1705). Хрещеними батьками були цар і королева польська Христина-Ебергардіна, дружина короля Августа II. Про ці події нагадує одна з меморіальних таблиць на сьогоднішній будівлі церкви.
5 травня 2011 у дворі П'ятницької церкви був відкритий пам'ятник арапу царя Петра Ганнібалу і його правнуку Олександру Пушкіну (автор ідеї — поет Юрій Кобрин, скульптор — Вітаутас Наливайка).

## Галерея

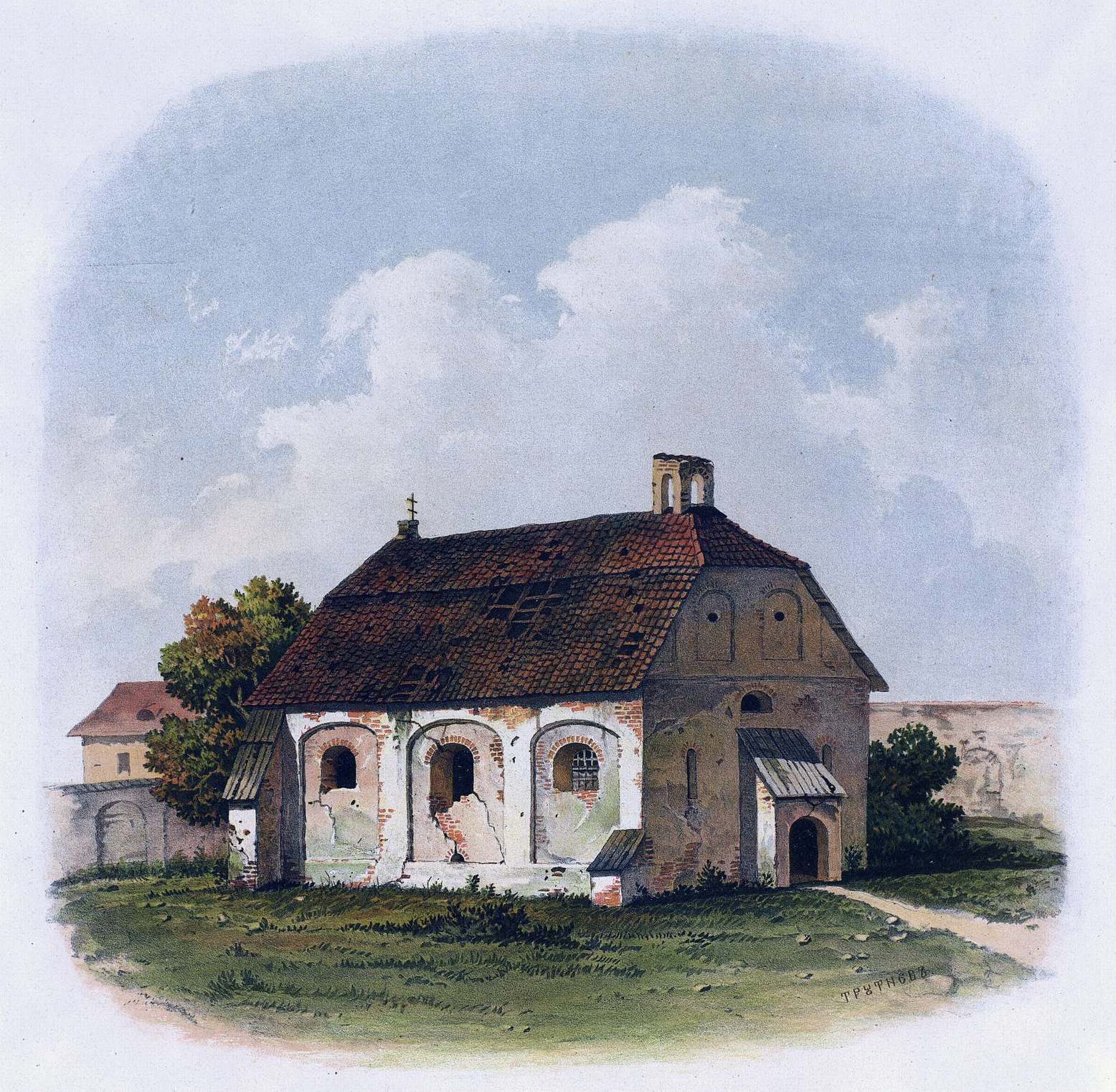
І. П. Трутнєв. П'ятницька церква (1857)
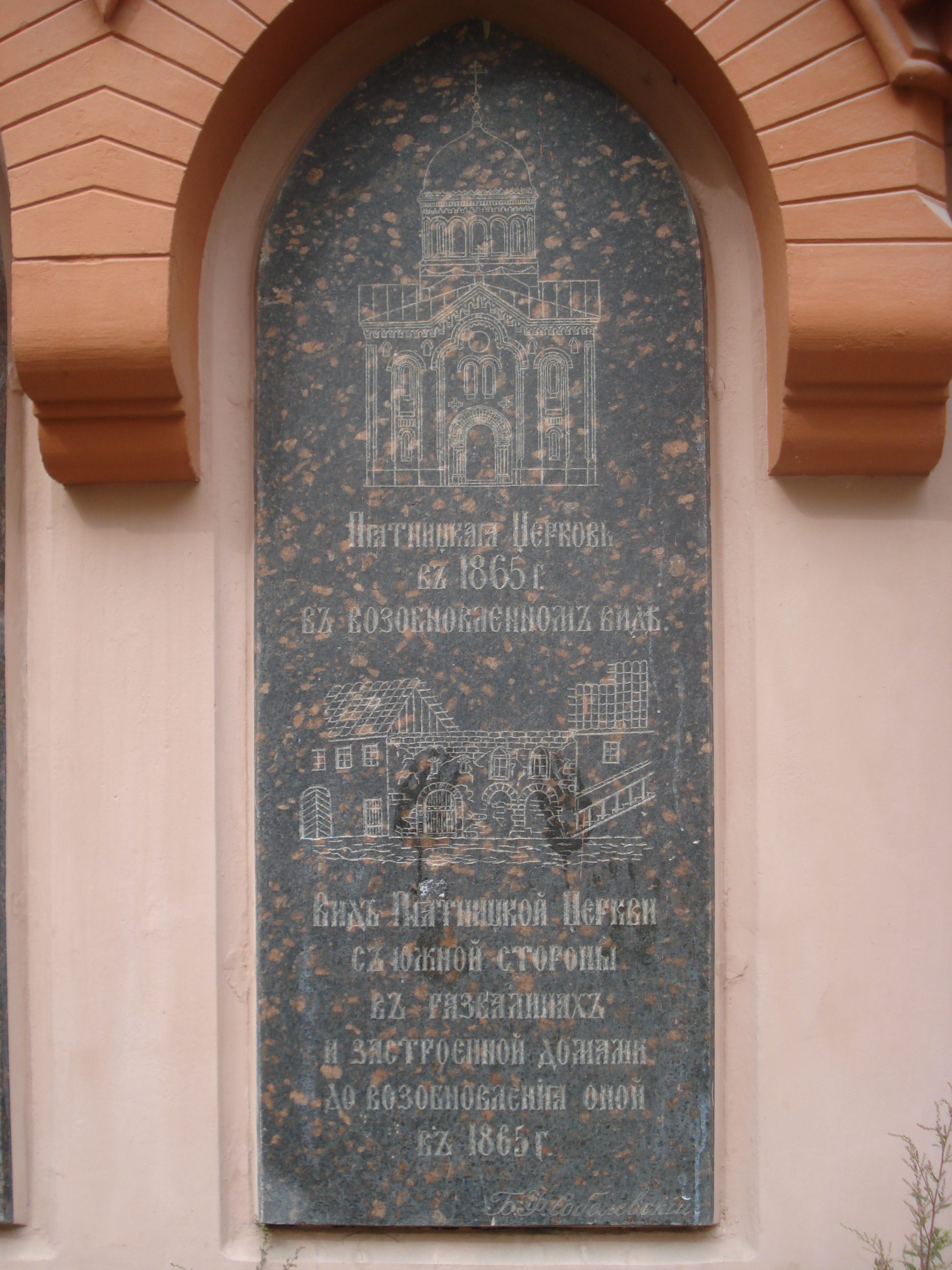
Меморіальна таблиця із зображенням церкви в руїнах і у відновленому вигляді
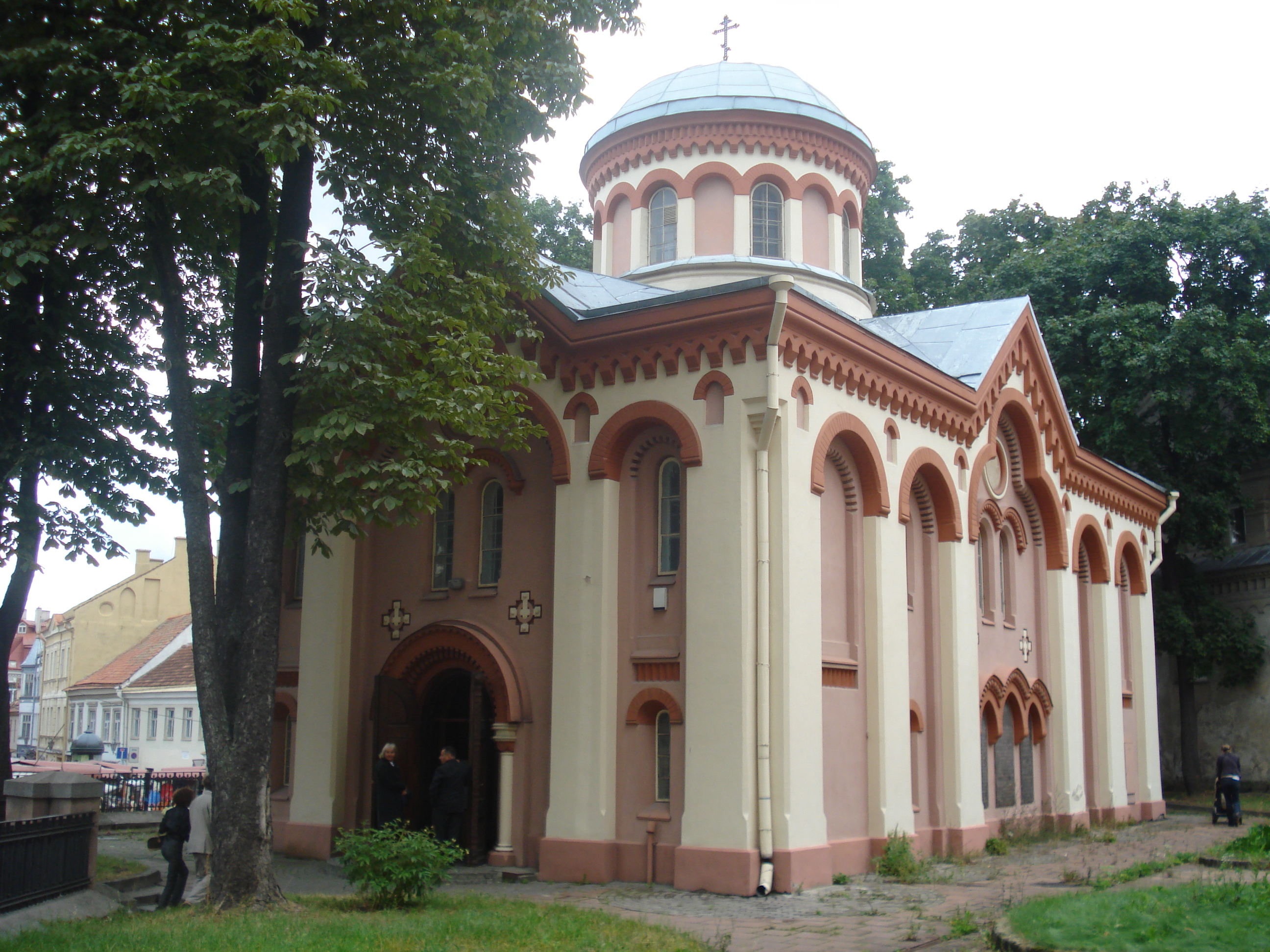
Вхід і вид з подвір'я
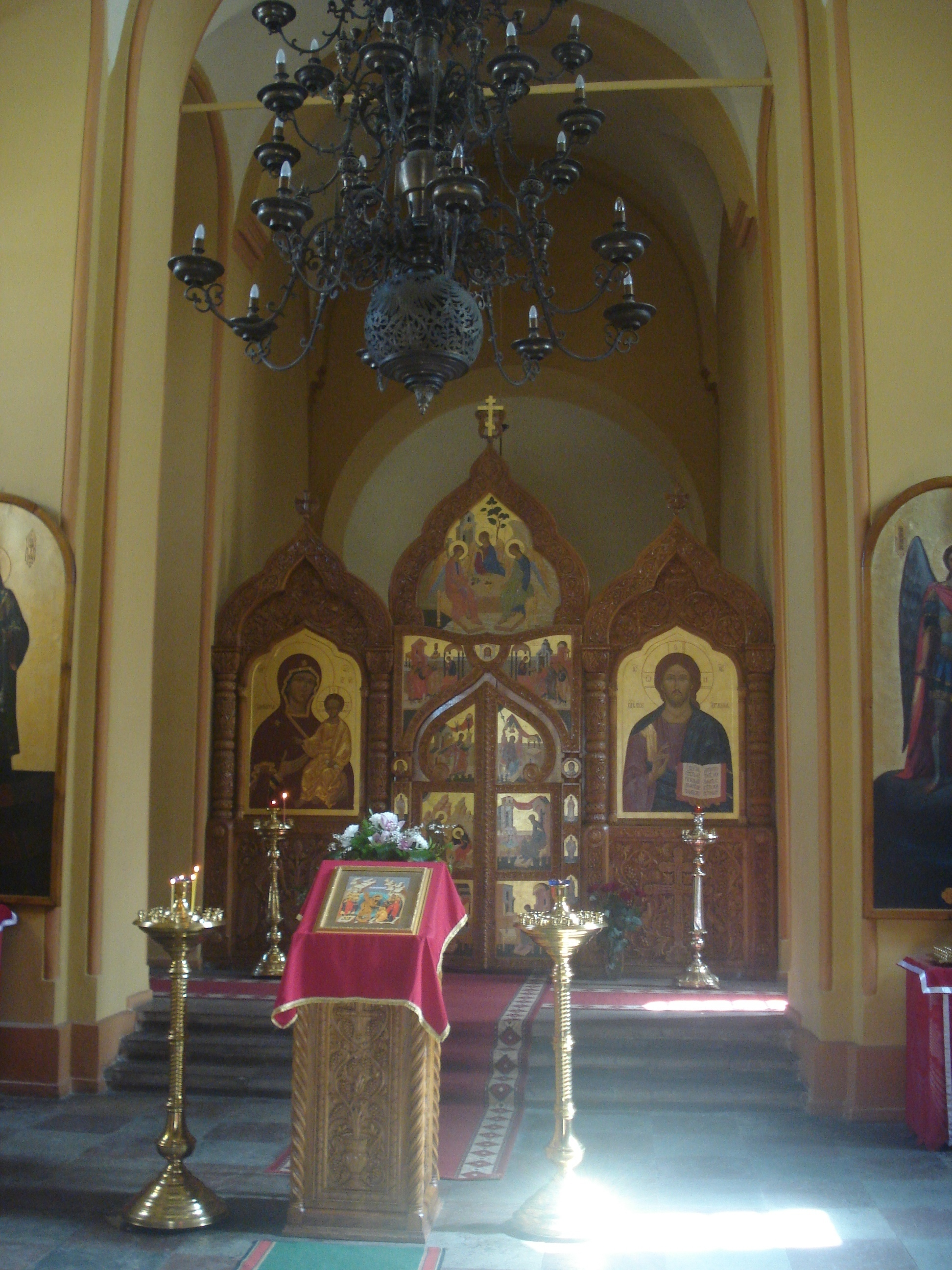
Іконостас і аналой П'ятницької церкви
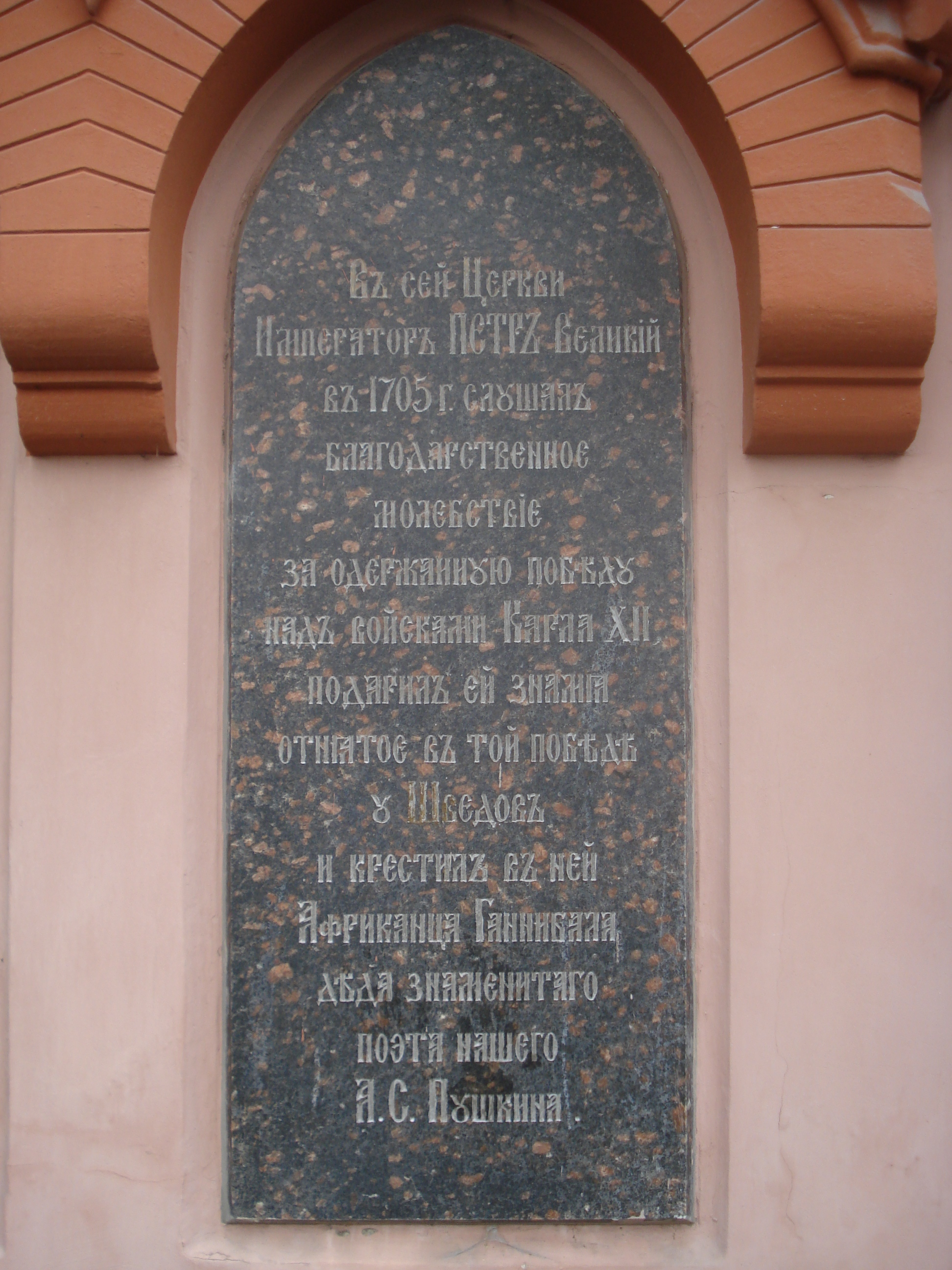
Меморіальна таблиця «У цій церкві Імператор Петро Великий ...»
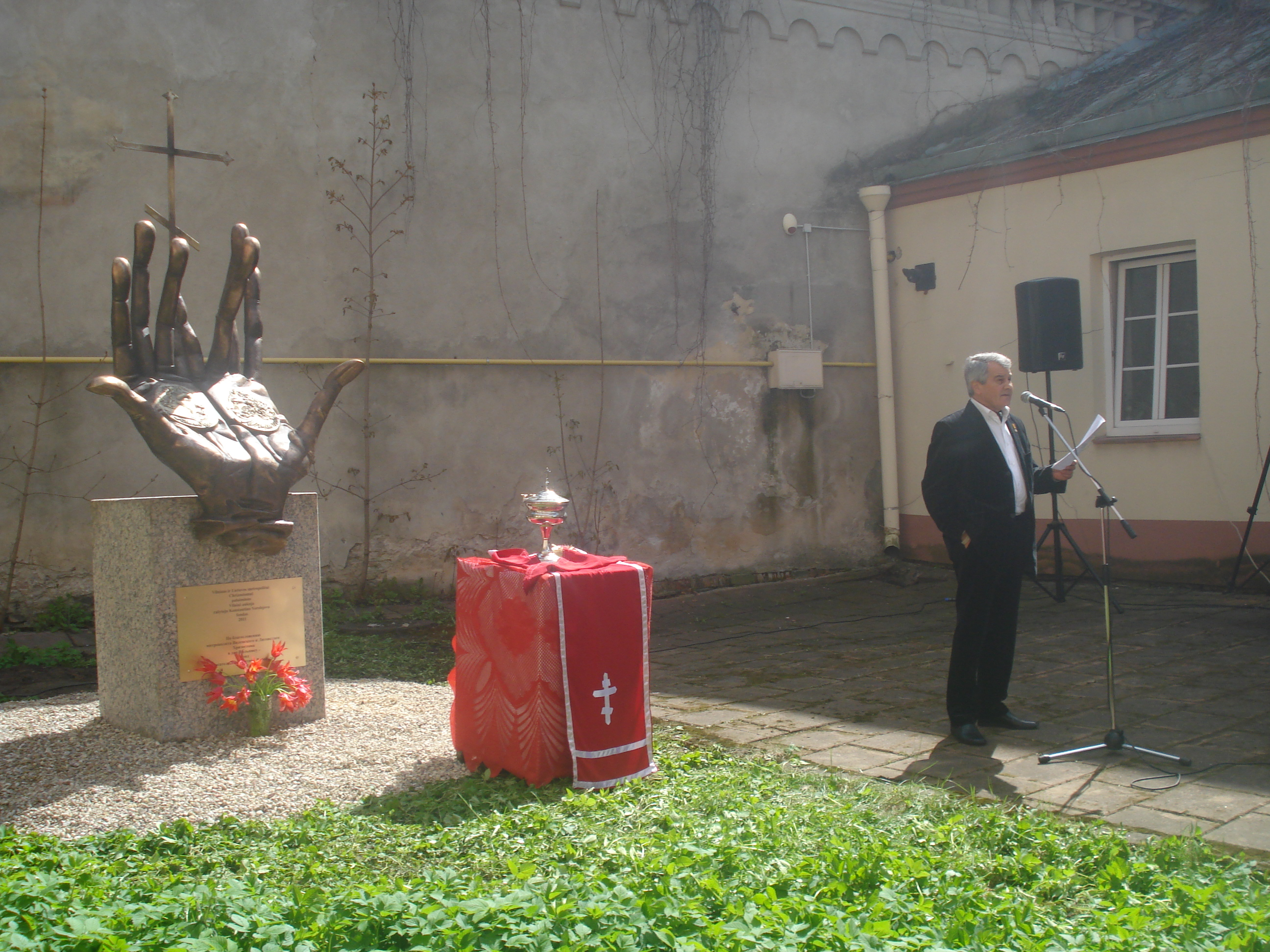
Відкриття пам'ятника Ганнібалу і Пушкіну. Виступає Юрій Кобрин